# Monnina laureola
Monnina laureola är en jungfrulinsväxtart som beskrevs av Chod.. Monnina laureola ingår i släktet Monnina och familjen jungfrulinsväxter. Inga underarter finns listade i Catalogue of Life.